# 關係強迫症
关系强迫症（ROCD）是强迫症的其中一種，這症狀主要過份關注亲密关系。这种強迫思想会使人非常沮丧和衰弱，对人际关系的运作产生负面影响。 
强迫症包括不想要的思想，令人苦恼。此症會干扰一个人的生活、幻想，乃至出現冲动行為。這些通常會導致一个人的信念和价值观出現互相矛盾。此类侵扰性思想经常伴随着强迫行为，他們為了“抵消”強迫思想所引起的恐惧，并暂时缓解強迫思想所引起的焦虑。然而，壓抑或嘗試消除强迫症只會增加强迫症所引起的频率。 
常见的强迫症主题包括：对污染的恐惧、不斷思考伤害自己或他人、以及怀疑和過份有条理。但是，患有强迫症的人也可能有宗教和性方面的困扰。一些患有强迫症的人可能会迷恋甚至幻想他们在一段持续恋爱中的感情或过去的恋爱经历，這促成了關係強迫症的出現。一个人对伴侣的強迫思考可能會延伸到不同的关系，例如其他的亲密关系、家庭关係。然而，在關係強迫症中，这种关注是不必要的、強迫性的、长期的。

## 症状
人们可能会不断怀疑自己是否爱對方，他们會懷疑這種关系是否屬於正确的关系，反過來就是懷疑對方是否真的爱他们，是否對自己忠誠。 当他们知道自己爱上某个人或某人爱他们时，他们会不断检查并向自己確保这是正确的感觉，然而縱使他們不斷去進行確定，他們還是得不到滿足。当他们經歷中止關係时，他们会充满焦虑。但是，由于心裡上仍然停留在雙方关系中，他们會感受到持续的困扰。
關係強迫症的另一种形式包括專注對方的缺點，他們會不斷检查對方的缺點並寻求證明。他们忽視了對方的優點，而是一直专注于對方的缺点。他们经常夸大这些缺陷，并用這些来证明這種關係是不利。除了對方的缺点外，他们无法专注于其他任何事情，这使患者及其對方感到极大的焦虑，并常常导致关系紧张。最近的调查表明，關係強迫症症状也可能出現在亲子环境中。在这种情况下，父母可能會认为自己的孩子在社交、外表、道德及情感上不成熟的想法所致。这种強迫可能与父母的压力和情绪低落有关。

## 原因
和其他形式的强迫症一样，強迫症的發展和維持跟心理和生物学因素有著密不可分的關係。除了强迫症中不良的思维和行为方式有關聯外，關係強迫症的模型亦表明，过分依赖亲密关系和伴侣（另见依恋理论）會增加脆弱性，并促成關係強迫症的症状。 

## 關係強迫症的認知行為治療模型
關係強迫症是強迫症的其中一种形式。认知行为疗法被认为是强迫症的标准心理治疗方法。 根据CBT模型，我们所有人都有不想要、強迫性的思想、图像和衝动。患有强迫症的人将这些侵入性经历理解为他们的性格（疯狂或不好）或对未来的灾难将要发生。例如，他们可能仅仅受到提醒會有意外發生，就意味着他们會必定发生一些不好的事情。 这样的解释增加了对不必要的強迫性思考的关注，使他们更加痛苦并增加了他们的煩惱。患有强迫症的人试图通过洗涤、检查、避免、抑制思想或其他思想和行为来控制、中和或防止強迫思想的事情发生。但是，这些控制往往自相矛盾地促成了这些強迫思想的发生以及与之相关的困扰。 根据CBT模型，患者因为对不良经历的信念而对入侵性思想做出如此极端的解释。 例如，认为如果发生任何不好的事情，这是他们自己的责任（虚高的责任），这会导致患者在想到“可能被污染”之后重复洗手。 他们这样做，以避免对伤害他人或自己负有责任。
在關係強迫症中，与雙方關係的“正确性”入侵思想通常最令人困扰。  为了减少困扰，患有關係強迫症的人经常使用各种心理和行为策略。 例如，他们會不斷向他人確認與雙方关系是否良好，他们亦可能不斷测试對方的忠誠。為此他们可能會不斷寻找相關的信息，從而確定自己在正確的关系中。他們亦可能會评估对對方的身体反应和感觉。 然而这些行为會增加了对強迫思想的关注，使其強迫行為更加频繁。  患有關係強迫症的人还基于极端思想（例如，在彼此不确定的关系中总是会导致极端灾难），对強迫思想给予灾难性的解釋。这种思想导致患有關係強迫症的人以灾难性的方式去解释常见的戀愛疑问，从而引发强迫性的精神行为，例如反复评估雙方的感觉和關係的质素。 
關係強迫症症状的治疗通常涉及对精神疾病和認知行為治療模型的心理教育，這些包括对恐惧思想、图像、以及對不良关系的思想挑战。當中更牽及常见的强迫思想，例如完美主义。 最近，已经开发了應用程式來协助治疗师挑戰與强迫症症状相关的不良思想。  